# Joan Nederlof
Joan Nederlof (Den Haag, 21 mei 1962) is een Nederlandse actrice en scenarioschrijfster.
Joan Nederlof studeerde in 1985 af aan de Toneelschool in Amsterdam en richtte
samen met onder andere Jan Ritsema en Marcel Musters theatergezelschap Mugmetdegoudentand op. Ze speelde in veel stukken van de Mug en richt zich sinds 1997 voornamelijk op het schrijven voor televisie. Samen met Pieter Kramer creëerde ze de serie Hertenkamp, waarin ze zelf een hoofdrol speelde. Samen met Frank Houtappels schreef zij de serie TV7 die in 2002 werd uitgezonden door de VPRO.
Joan Nederlof werd in 2000 en 2001 onderscheiden met een Gouden Beeld en een Gouden Kalf voor ‘Beste Actrice’ voor haar rol van Grace Keeley in Hertenkamp.
Los van de Mugmetdegoudentand had ze rollen in onder andere Ellis in Glamourland en de serie Bitches van BNN.
In 2007, 2008 en 2009 is ze mede-auteur van de scenario's van de televisieserie Gooische Vrouwen. Voor seizoen 2008 van die serie ontving ze met dat schrijfteam de Zilveren Krulstaart. In 2008 was ze in Gooische Vrouwen ook te zien als de hockeytrainer van Vlinder Blaauw. Eind 2009 was Joan te zien zijn in de comedyserie Floor Faber. Ze speelde de rol van Irene, de moeder van Floor (Georgina Verbaan).
In 2017 en 2022 speelde Nederlof de rol van professor Goedhart in de kinderserie Zenith.
Ze is de zus van acteur Aat Nederlof, die het syndroom van Down had.